# Eryphanis pusillus
Eryphanis pusillus är en fjärilsart som beskrevs av Hans Ferdinand Emil Julius Stichel 1904. Eryphanis pusillus ingår i släktet Eryphanis och familjen praktfjärilar. Inga underarter finns listade i Catalogue of Life.